# RBMK
RBMK (rusky Реактор большой мощности канальный - РБМК, reaktor bolšoj moščnosti kanalnyj, česky kanálový reaktor velkého výkonu), LWGR (anglicky Light Water Cooled Graphite-moderated Reactor, vodou chlazený reaktor s grafitovým moderátorem), je sovětský jaderný reaktor, který se stavěl výhradně na území bývalého SSSR. Projektantem reaktoru RBMK byl podnik NIKIET.
Jedná se o grafitem moderovaný a vodou chlazený varný reaktor, ve kterém jsou palivové tyče se slabě obohaceným uranem uloženy v kanálech. Jimi proudí voda, která slouží kromě chlazení po přeměně na páru k pohonu turbíny. Jeho podstatnou nevýhodou je nestabilita v případě přehřátí. Existovaly dokonce návrhy používat čistě přírodní uran, ale nikdy k tomu nedošlo.
Předchůdcem tohoto typu byl například reaktor první jaderné elektrárny v Obninsku a dva reaktory v Bělojarsku. Další reaktory tohoto typu se již nestaví.
K březnu 2025 je stále v provozu 7 reaktorů RBMK.

## Evoluce reaktoru RBMK

### AM-1
Reaktor AM-1 byl reaktorem v první komerční jaderné elektrárně na světě v Obninsku. Šlo o grafitem moderovaný a lehkou vodou chlazený jaderný reaktor s hrubým výkonem asi 5 MW. Reaktor pracoval v dvouokruhovém uspořádání. V primárním okruhu cirkulovala voda o tlaku 10 MPa s výstupní teplotou chladiva 280 °C. Vstupní teplota vody byla 190 °C. Z primárního okruhu voda předávala teplo do sekundárního okruhu o tlaku 1,25 MPa, která se měnila na páru a poháněla turbogenerátor. Jako palivo byl v reaktoru použit uran s obohacením 5% 235U. Tepelný výkon dosahoval 30 MW, z čehož vyplývá, že elektrárna nebyla příliš účinná a dosahovala účinnosti pouhých 16,6%. V aktivní zóně, která byla vysoká 1,7 m a v průměru měla 1,5 m, bylo uloženo 128 palivových kazet a 23 regulačních tyčí. Výměna paliva probíhala při plném výkonu reaktoru jednou za 100 dní. V aktivní zóně se také nacházel grafit, který moderoval tok neutronů. V reaktorovém sálu se nacházel také bazén skladování vyhořelého paliva a konstrukce pro skladování čerstvého paliva. Při zavážení čerstvého paliva nebyla nutná bezpečnostní opatření, a proto docházelo k výměně paliva pomocí mostového jeřábu, na který měla obsluha výhled z klasické prosklené kabiny. Při vytahování vyhořelého paliva však byl reaktorový sál hermeticky uzavřen, přičemž obsluha řídila mostový jeřáb zpoza třímetrové betonové zdi a s orientací pouze pomocí malých průzorů.
Reaktor byl od svého spuštění v roce 1954 v provozu až do roku 2002, kdy byl natrvalo uzavřen. Po několika prvních letech provozu však reaktor sloužil spíše k výzkumným účelům, ale i přesto dodával elektrickou energii do sítě až do konce své životnosti. Za 48 let provozu nedošlo k významným nehodám.

### AMB-100, AMB-200, AMB-1000
Reaktory AMB jsou grafitem moderované a lehkou vodou chlazené varné energetické reaktory, které jsou nástupci reaktoru z Obninsku a jde o předchůdce reaktoru RBMK. AMB-100, který přímo vycházel z obninského reaktoru stále používal dvouokruhové uspořádání, ale AMB-200, který z něho vzešel, používal okruh pouze jeden, což zvýšilo účinnost, snížilo tepelné ztráty, protože nemuselo docházet k přebytečné tepelné výměně mezi dvěma okruhy. Následkem a nevýhodou však bylo, že radioaktivní pára procházela turbínami, čímž se stávají také radioaktivními. Značná výhoda však spočívala v tom, že bylo možné zdvojnásobit výkon. Pro další zvýšení účinnosti se pára přehřívala. Oba tyto reaktory byly provozovány v Bělojarské jaderné elektrárně v letech 1964 až 1981, respektive 1967 až 1990. Dalším vývojem byl reaktor AMB-1000, který byl nástupcem AMB-200. Nebyl sice nikdy postaven, ale jde o posledního a přímého předchůdce RBMK-1000. Existoval také návrh AMB-2200, ale ten se ukázal jako slepá vývojová větev a úspěchy dosažené v tomto návrhu byly použity v RBMK. O AMB-2200 není mnoho známo, ale měl za následek vznik návrhu reaktoru RBMKP-2400.
AMB-100 se později ukázal jako provozně neekonomický, protože jeho údržba byla příliš složitá a výkon nízký. Ve srovnání s uhelnými elektrárnami proto zaostával.

### RBMK-1000
Vzhledem k nízké ekonomické účinnosti prvních reaktorů typu AMB v Bělojarsku bylo v 60. letech 20. století rozhodnuto o zvýšení výkonu reaktorů na 1000 MW. Doufalo se, že to povede k ekonomičtějšímu provozu jaderných elektráren v Sovětském svazu. Elektrárny s ekvivalentní kapacitou již byly licencovány ve Spojených státech amerických a jednalo se především o tlakovodní reaktory a varné reaktory sestávající z tlakové nádoby. V Sovětském svazu však v té době nebylo možné kvůli technické situaci vyrobit dostatečně velké tlakové nádoby, a proto byl i pro reaktor o výkonu 1000 MW zvolena kanálová konstrukce.
Umístění reaktorů typu RBMK bylo obzvláště složité. Vzhledem k tomu, že produkce páry RBMK se pohybovala kolem 5800 tun za hodinu, byly kladeny velké nároky na chlazení elektrárny za účelem odvodu zbytkového tepla. Chladicí věže v uzavřeném okruhu nebyly pro tyto reaktory volbou, protože by to výrazně snížilo ekonomickou účinnost ve srovnání s VVER. Z tohoto důvodu byly preferovány nádrže, i když měly být z ekologických důvodů vytvářeny uměle. Důvodem bylo, že odpadní voda obsahovala malé množství radionuklidů , které by byly pro přírodní vodní plochu škodlivé. V umělé nádrži je ale možné nechat nuklidy pohltit bahnem na dně. Velikost nádrže pro dvoublokovou elektrárnu s RBMK-1000 musí být minimálně asi pět až šest kilometrů čtverečních s hloubkou čtyři metry.
Navzdory tomu, že nebezpečí výbuchu reaktoru bylo tehdy vyloučeno, ale kvůli riziku prasknutí tlakových trubek byla kolem objektů RBMK vykreslena dvouapůlkilometrová bezpečnostní zóna, ve které nesmělo bydlet žádné obyvatelstvo a byla zde zakázána zemědělská činnost. Z tohoto důvodu plánovači reaktoru doporučili, aby se takové elektrárny stavěly pouze v oblastech s malým nebo žádným zemědělstvím. Vzhledem k vysokým emisím elektráren byly jaderné elektrárny s RBMK stavěny pouze na území bývalého Sovětského svazu, protože tyto elektrárny nebyly způsobilé ke schválení v žádné jiné zemi. Dalším argumentem je možnost, že tyto reaktory dokážou s úpravami produkovat plutonium pro jaderné zbraně, ale nikoliv bez úprav a pouze teoreticky.
Tepelný výkon reaktoru byl 3200 MW.

### RBMK-1500
V reaktoru RBMK-1500 byl výkon zvýšen zvětšením měrné hustoty energie aktivní zóny zvýšením výkonu na kanál 1,5 krát zesílením odvodu tepla z palivových článků. To vše dohromady umožňuje zachovat původní rozměry a celkovou konstrukci reaktoru. Během provozu se ukázalo, že v důsledku velké nerovnoměrnosti uvolňování energie vedou periodicky se vyskytující zvýšené (špičkové) výkony v jednotlivých kanálech k praskání pláště palivové tyče. Z tohoto důvodu byla maximální kapacita snížena na asi 1300 MW. Reaktory byly instalovány v Ignalinské jaderné elektrárně.

### RBMK-2000, RBMK-3600

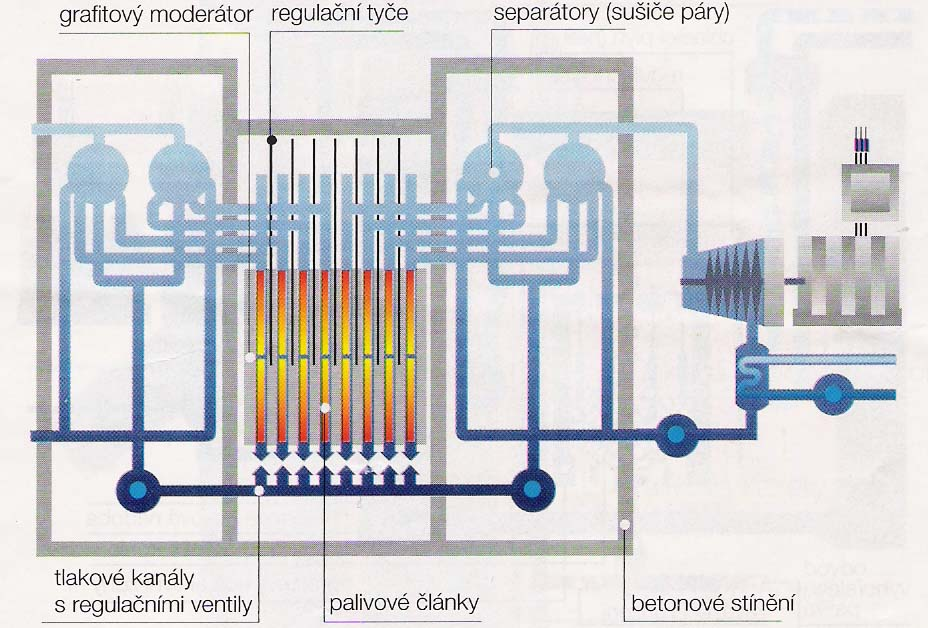
Boční schéma reaktoru RBMK

Existoval návrh na další zvýšení výkonu reaktoru RBMK. Mělo toho být dosaženo zvětšením průměru palivových kanálů, počtu palivových článků v kazetě, čímž se měl zvýšit tepelný výkon. I přes tyto modifikace zůstala velikost aktivní zóny stejná, jako u RBMK-1000, ale reaktor mohl místo 1000 MW dosahovat 2000 MW. Znamenalo by to větší namáhání aktivní zóny v důsledku zvětšení její hustoty.
RBMK-3600 byl pouze koncept a o jeho detailech je známo jen velmi málo. Jisté však je, že mělo dojít k dalšímu zvětšení hustoty jádra, stejně jako u RBMK-1500 a RBMK-2000, čímž by se opět zvětšil odvod tepla z reaktoru. Velikost aktivní zóny by byla zachována.

### RBMKP-2400, RBMKP-4800
U reaktorů RBMKP-2400 a RBMKP-4800 by jádro nemělo tvar válce, ale pravoúhlého rovnoběžníku. Teplota páry z reaktoru měla dosahovat až 450 °C díky přehřívacím kanálům a plášť palivových tyčí měl být z nerezové oceli. Reaktory měly být rozděleny do mnoha sekcí, které měly jít provozovat zcela nezávisle. Tímto způsobem mohlo být dosaženo neustálého provozu, protože v případě odstávky by byla odstavena pouze požadovaná část. To platí i pro výměny paliva. Ačkoliv existují dva projekty o výkonu 2400 a 4800 MW, koncepce reaktoru byla zcela modulární. To znamená, že mohl být sestaven v jakékoliv velikosti, která byla požadována. Teoretická největší možná velikost reaktoru byla limitována pouze dostupným chlazením (množstvím vody) v lokalitě. Tepelný výkon reaktoru RBMK-2400 měl být 6500 MW a elektrický 2400 MW.
Bloky měly používat 1200 MW turbogenerátory. Prototyp tohoto turbogenerátoru byl poprvé nasazen v Kostromské plynové elektrárně.

### MKER
Návrhy reaktorů MKER byly evolučním vývojem generace reaktorů RBMK. Zohledňují nové přísnější bezpečnostní požadavky a odstraňují hlavní nedostatky předchozích reaktorů tohoto typu.
Provoz reaktoru tohoto typu měl být ekonomičtější a bezpečnější, jelikož MKER by již disponoval plnohodnotným kontejnmentem, který zahrnuje první vrstvu z oceli a druhou z železobetonu. Reaktory měly mít také negativní dutinový koeficient, kterého bylo dosaženo změnou tvaru grafitových bloků z čtyřhranu na osmihran. Toto bylo implementováno do reaktoru Kursk-5, který se měl stát fyzickým prototypem reaktoru MKER, ale protože se stále jednalo o reaktor RBMK třetí generace a z MKER obsahoval pouze několik prvků, nemůže být za MKER označován. Tato implementace byla provedena okolo roku 1993, ale reaktor nebyl nikdy dokončen a spuštěn. Jeho výstavba byla oficiálně ukončena v roce 2012.
Známo je několik variant; MKER-800, MKER-1000 a MKER-1500.

### Generace RBMK-1000
Existují čtyři různé generace RBMK. První generace (OPB-72) jsou reaktory Leningrad-1 a 2, Kursk-1 a 2 a Černobyl-1 a 2. OPB-72 označuje, že návrh splňuje bezpečnostní normy z roku 1972. Reaktory této generace obsahují 191 regulačních tyčí.
Druhá generace (OPB-82) byla implementována v blocích Kursk-3 a 4, Černobyl-3 a 4, Smolensk-1 a 2 a Ignalina-1 a 2 (v tomto případě RBMK-1500). Tato generace zahrnuje 211 regulačních tyčí.
Třetí generace (OPB-88) byla poslední z generací RBMK. Postaven byl pouze jeden reaktor, a to Smolensk-3. Plánovány byly dále Smolensk-4, Kursk-5 a 6, Černobyl-5 a 6, ale jejich výstavba byla v různých fázích zrušena. Poslední neoficiální čtvrtá generace zahrnuje pouze Kursk-5. Je to proto, že reaktor byl během výstavby modifikován do takové míry, že s původním projektem třetí generace má společného jen již málo. Za zmínku stojí, že Kursk-5 byl před svým zrušením téměř úplně dokončen. Výstavba tohoto reaktoru byla zrušena až v roce 2012.

## Charakteristika
Oproti běžnějším reaktorům má reaktor 1661 tlakových trubek (v případě druhé generace). V těchto trubkách je uloženo jaderné palivo. RBMK používá jako moderátor grafit, což však má za následek kladný koeficient pórovitosti v případě ztráty chladiva. Jaderná řetězová reakce je řízena 211 regulačními tyčemi vyrobenými z karbidu boru v případě druhé generace reaktoru RBMK (OPB-82). V reaktorech generace RBMK OPB-72 je pouze 191 regulačních tyčí. Reaktor je chlazen vodou, která také vyrábí páru pro odlučovače páry. V nich se odděluje unášená voda od syté páry . Nasycená pára je pak přiváděna do turbín, které pohánějí generátor na jedné hřídeli.
Reaktor RBMK je charakteristický tím, že palivové kazety jsou uloženy ve vzájemně nezávislých kanálech. Do těchto kanálů je čerpána voda, která se teplem z jaderné reakce ohřívá a její výsledná směs s párou proudí do separátorů, odkud je samotná pára vedena do turbín. Po vykonání práce a ochlazení se opět v kapalné formě čerpá zpět do reaktoru.

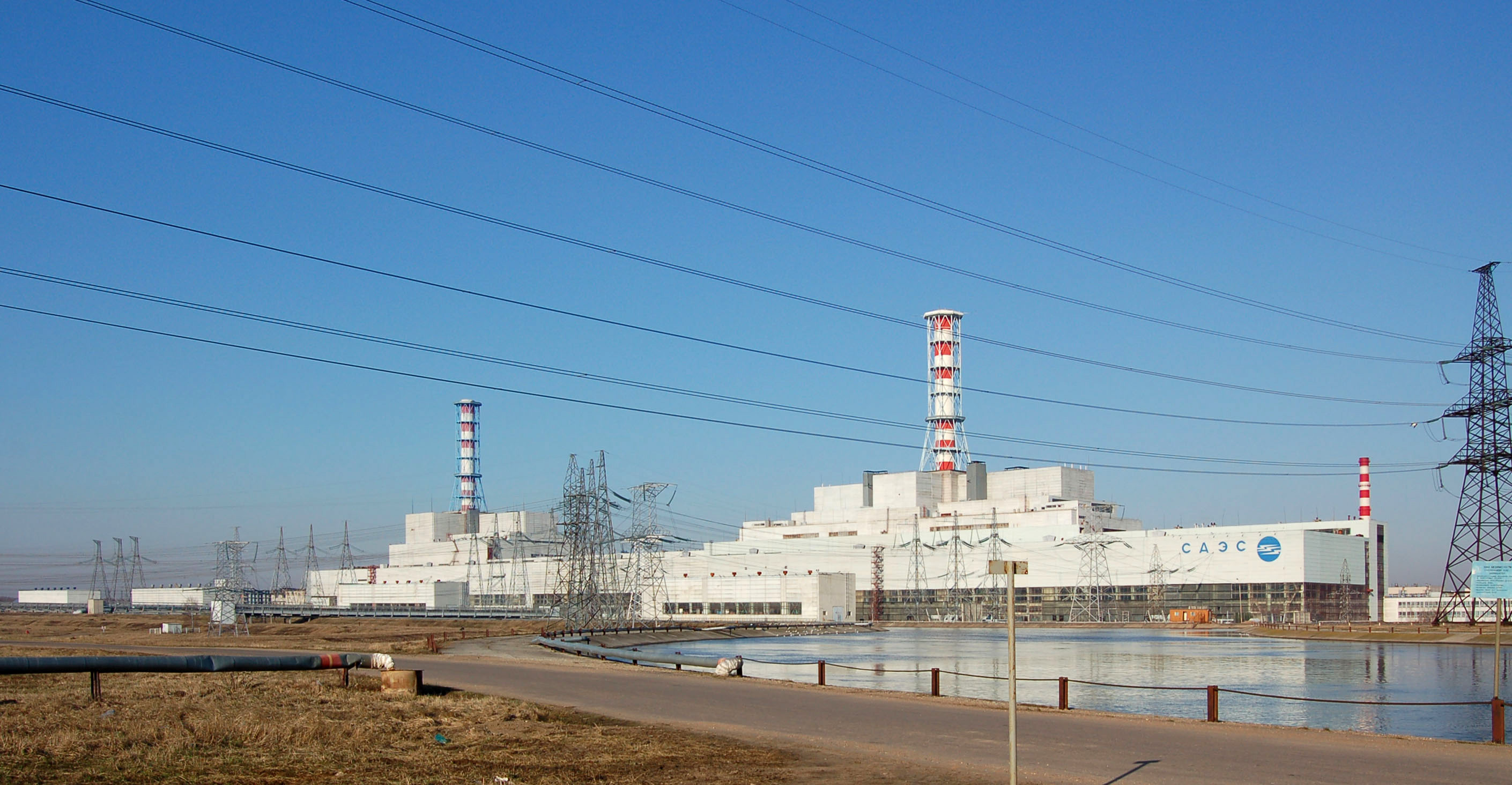
Smolenská jaderná elektrárna v roce 2008

Voda primárně působí jako chladivo a médium pro přenos energie, ne jako moderátor jaderné reakce. K tomu slouží grafitová vyzdívka – grafitové nitro reaktoru. K regulaci výkonu jsou použity řídicí tyče (obsahující bor a v některých implementacích s konci z grafitu), které se zasouvají do aktivní zóny a regulují tok neutronů. Grafitové konce byly zamýšlené pro umožnění pozitivní regulace (lehké zvýšení výkonu) a až poté se případně uplatnila bórová část pohlcující neutrony – tím se naopak snižuje reaktivita. Tento typ reaktoru má však v některých specifických podmínkách kladnou hodnotu reaktivity, což znamená, že reaktor může zvyšovat svůj výkon bez zásahu z vnějšku. To je způsobeno tím, že jak se voda mění v páru, přestává pohlcovat neutrony, štěpná reakce se díky moderujícímu grafitu zrychluje, teplota dále stoupá a stále více vody se mění na páru.
Počet palivových kanálů tohoto typu reaktoru je variabilní a závisí na konstrukci a zamýšleném celkovém výkonu. Dále jsou v jádře umístěny přídavné chladicí kanály a kanály regulačních tyčí. Všechny tyto kanály jsou vlastně dutiny v masivní grafitové vyzdívce reaktoru. Z toho vyplývá, že celé řešení má velké nároky na prostor – v případě Černobylské elektrárny průměr cca 12 m a výška cca 7 m.
Konstrukční vlastností je možnost výrazné kolísavosti rozložení neutronového toku v reaktoru – za určitých podmínek mohou současně existovat oblasti, kde probíhá bouřlivá štěpná reakce a oblasti s prakticky nulovou aktivitou. To může být výhodou, kdy při výměně paliva není nutná kompletní odstávka. Vyhořelé palivové kazety se „jednoduše“ vytáhnou a nahradí novými. Na druhou stranu tato vlastnost zvyšuje reakční nestabilitu reaktoru a zvyšuje nároky na obsluhu. Další výhodou je, že reaktor je tzv. plodivého typu, čili při reakci vzniká, krom jiných produktů, plutonium, které je možné z vyhořelého paliva extrahovat a použít pro výrobu jaderných zbraní. Dále reaktor nemá zásadní požadavky na stupeň obohacení paliva izotopem U-235 a existovaly i plány pro použití čistě přírodního uranu.
Další důležitou vlastností je připojení turbíny na primární chladicí okruh. To sice umožňuje levnější stavbu a efektivnější využití vzniklého tepla, ale v případě poruchy na turbínové sekci může dojít daleko snáze k úniku radioaktivních látek do objektu elektrárny, případně do okolí, než je tomu u elektrárny (reaktoru) typu VVER.
Typické parametry reaktoru RBMK s výkonem 1000 MW generace II. (OPB-82):
- obohacení uranu izotopem U-235 na 1,8 %
- rozměry aktivní zóny – 11,8 m v průměru a 7 m na výšku
- počet kanálů – 1661, z toho 211 kanálů s bórovými (dříve s grafitovou špičkou) tyčemi
- tlak nasycené páry – 6,9 MPa
- teplota parovodní směsi na výstupu z reaktoru – 284 °C
- teplota parovodní směsi na vstupu do reaktoru – 270 °C

## Havárie
Za dobu provozu reaktorů RBMK došlo k několika vážným haváriím:
- 1975 – havárie s protržením jednoho kanálu na prvním bloku Leningradské jaderné elektrárny a únikem radioaktivních látek do životního prostředí;
- 1982 – protržení jednoho kanálu na prvním bloku jaderné elektrárny Černobyl;
- 1986 – vážná havárie s masivním protržením kanálů na čtvrtém bloku jaderné elektrárny Černobyl a zničením aktivní zóny, což vedlo k radioaktivní kontaminaci rozsáhlé oblasti;
- 1991 – požár v turbínové hale druhého bloku jaderné elektrárny Černobyl;
- 1992 – protržení jednoho kanálu na třetím bloku Leningradské jaderné elektrárny.

## Kompletní seznam všech provozních, vyřazených, nedokončených a zrušených reaktorů RBMK-1000
Následující seznam zahrnuje lehkou vodou chlazené reaktory s grafitovým moderátorem – reaktory typu RBMK, jeho menší verzi EGP-6 a předchůdce AM a AMB. S výjimkou nedokončených reaktorů lze detailnější údaje včetně statistik využití a množství dodané elektrické energie najít v informačním systému PRIS spravovaném Mezinárodní agenturou pro atomovou energii (ze kterého údaje v tabulce pocházejí).
| Název         | Typ reaktoru | Zahájení stavby  | Připojení k síti  | Stav                                                               | Čistý výkon (MWe) | Hrubý výkon (MWe) | Tepelný výkon (MWt) |
| ------------- | ------------ | ---------------- | ----------------- | ------------------------------------------------------------------ | ----------------- | ----------------- | ------------------- |
| APS-1 Obninsk | AM-1         | 1. ledna 1951    | 27. června 1954   | uzavřen 29. dubna 2002                                             | 5                 | 6                 | 30                  |
| Bělojarsk-1   | AMB-100      | 1. července 1958 | 26. dubna 1964    | uzavřen 1. ledna 1983                                              | 102               | 108               | 286                 |
| Bělojarsk-2   | AMB-200      | 1. ledna 1962    | 29. prosince 1967 | uzavřen 1. ledna 1990                                              | 146               | 160               | 530                 |
| Bilibino-1    | EGP-6        | 1. ledna 1970    | 12. ledna 1974    | uzavřen 14. ledna 2019                                             | 11                | 12                | 62                  |
| Bilibino-2    | EGP-6        | 1. ledna 1970    | 30. prosince 1974 | v provozu (plánované uzavření v roce 2025)                         | 11                | 12                | 62                  |
| Bilibino-3    | EGP-6        | 1. ledna 1970    | 22. prosince 1975 | v provozu (plánované uzavření v roce 2025)                         | 11                | 12                | 62                  |
| Bilibino-4    | EGP-6        | 1. ledna 1970    | 27. prosince 1976 | v provozu (plánované uzavření v roce 2025)                         | 11                | 12                | 62                  |
| Čeljabinsk-1  | RBMK-1000    | -                | -                 | plánovaná výstavba zrušena v 70. letech                            | 925               | 1000              | 3200                |
| Čeljabinsk-2  | RBMK-1000    | -                | -                 | plánovaná výstavba zrušena v 70. letech                            | 925               | 1000              | 3200                |
| Černobyl-1    | RBMK-1000    | 1. března 1970   | 26. září 1977     | uzavřen 30. listopadu 1996                                         | 740               | 800               | 3200                |
| Černobyl-2    | RBMK-1000    | 1. února 1973    | 21. prosince 1978 | uzavřen 11. listopadu 1991 (požár v turbínové hale)                | 925               | 1000              | 3200                |
| Černobyl-3    | RBMK-1000    | 1. března 1976   | 3. prosince 1981  | uzavřen 15. prosince 2000                                          | 925               | 1000              | 3200                |
| Černobyl-4    | RBMK-1000    | 1. dubna 1979    | 22. prosince 1983 | zničen při havárii 26. dubna 1986                                  | 925               | 1000              | 3200                |
| Černobyl-5    | RBMK-1000    | 1981             | -                 | výstavba zastavena v roce 1988                                     | 950               | 1000              | ?                   |
| Černobyl-6    | RBMK-1000    | 1983             | -                 | výstavba zastavena v roce 1988                                     | 950               | 1000              | ?                   |
| Ignalina-1    | RBMK-1500    | 1. května 1977   | 31. prosince 1983 | uzavřen 31. prosince 2004                                          | 1185              | 1300              | 4800                |
| Ignalina-2    | RBMK-1500    | 1. ledna 1978    | 20. srpna 1987    | uzavřen 31. prosince 2009                                          | 1185              | 1300              | 4800                |
| Ignalina-3    | RBMK-1500    | 1985             | -                 | výstavba zrušena v roce 1987                                       | 1380              | 1500              | ?                   |
| Ignalina-4    | RBMK-1500    | -                | -                 | plánovaná výstavba zrušena v roce 1987                             | 1380              | 1500              | ?                   |
| Kostroma-1    | RBMK-1500    | -                | -                 | plánovaná výstavba zrušena                                         | 1380              | 1500              | ?                   |
| Kostroma-2    | RBMK-1500    | -                | -                 | plánovaná výstavba zrušena                                         | 1380              | 1500              | ?                   |
| Kursk-1       | RBMK-1000    | 1972             | 19. prosince 1976 | uzavřen 19. prosince 2021                                          | 925               | 1000              | 3200                |
| Kursk-2       | RBMK-1000    | 1973             | 28. ledna 1979    | uzavřen 31. ledna 2024                                             | 925               | 1000              | 3200                |
| Kursk-3       | RBMK-1000    | 1978             | 17. října 1983    | v provozu (plánované uzavření v roce 2033)                         | 925               | 1000              | 3200                |
| Kursk-4       | RBMK-1000    | 1981             | 2. prosince 1985  | v provozu (plánované uzavření v roce 2035)                         | 925               | 1000              | 3200                |
| Kursk-5       | RBMK-1000    | 1. prosince 1985 | -                 | prototyp RBMK s několika vylepšeními; výstavba zrušena v roce 2012 | 925               | 1000              | 3200                |
| Kursk-6       | RBMK-1000    | 1. srpna 1986    | -                 | výstavba zrušena v roce 1993; okolo roku 2000 uvažováno o dostavbě | 925               | 1000              | 3200                |
| Leningrad-1   | RBMK-1000    | 1. března 1970   | 21. prosince 1973 | uzavřen 21. prosince 2018                                          | 925               | 1000              | 3200                |
| Leningrad-2   | RBMK-1000    | 1. června 1970   | 11. července 1975 | uzavřen 10. listopadu 2020                                         | 925               | 1000              | 3200                |
| Leningrad-3   | RBMK-1000    | 1. prosince 1973 | 7. prosince 1979  | v provozu (plánované uzavření v roce 2030)                         | 925               | 1000              | 3200                |
| Leningrad-4   | RBMK-1000    | 1. února 1975    | 9. února 1981     | v provozu (plánované uzavření v roce 2026)                         | 925               | 1000              | 3200                |
| Leningrad-5   | RBMK-1500    | -                | -                 | plánovaná výstavba zrušena                                         | 1380              | 1500              | 4800                |
| Leningrad-6   | RBMK-1500    | -                | -                 | plánovaná výstavba zrušena                                         | 1380              | 1500              | 4800                |
| Pāvilosta-1   | RBMK-1500    | -                | -                 | plánovaná výstavba zrušena                                         | 1380              | 1500              | 4800                |
| Pāvilosta-2   | RBMK-1500    | -                | -                 | plánovaná výstavba zrušena                                         | 1380              | 1500              | 4800                |
| Smolensk-1    | RBMK-1000    | 1. října 1975    | 9. prosince 1982  | v provozu (plánované uzavření v roce 2028)                         | 925               | 1000              | 3200                |
| Smolensk-2    | RBMK-1000    | 1. června 1976   | 31. května 1985   | v provozu (plánované uzavření v roce 2030)                         | 925               | 1000              | 3200                |
| Smolensk-3    | RBMK-1000    | 1. května 1984   | 17. ledna 1990    | v provozu (plánované uzavření v roce 2035)                         | 925               | 1000              | 3200                |
| Smolensk-4    | RBMK-1000    | 10. ledna 1984   | -                 | výstavba zrušena v roce 1993; okolo roku 2000 uvažováno o dostavbě | 925               | 1000              | 3200                |
| Smolensk-5    | RBMK-1500    | -                | -                 | plánovaná výstavba zrušena                                         | 1380              | 1500              | 4800                |
| Smolensk-6    | RBMK-1500    | -                | -                 | plánovaná výstavba zrušena                                         | 1380              | 1500              | 4800                |

Legenda
| v provozu | uzavřen | zničen | výstavba zrušena |